# Hardt (Bergisch Gladbach)
Hardt  ist ein Ortsteil am östlichen Rand des Waldgebiets Hardt im Stadtteil Herkenrath von Bergisch Gladbach.

## Geschichte
Erstmals wurde die Bezeichnung Hardt im Jahr 1487 als spätmittelalterlicher Rodename in den Steuer-, Pacht- und Huldigungslisten erwähnt. Die Hofsiedlung ist im Urkataster als Auf der Harth verzeichnet. Spätestens seit der Frühen Neuzeit gab es in der Ortschaft Hardt zwei benachbarte Hofstellen. Das ergibt sich aus der Kirchbankordnung von 1630 „Ordnung derer Kirchen Bänken dahier zo Herckenrath“ mit der Festlegung:

„… unter dem Bogen haben die 2 guiter zor Hart jedes 1 platz.“

Zu Beginn des 19. Jahrhunderts erwähnt das Urkataster zwei angrenzende Hofstellen, von denen jede zwischen drei und fünf Wohn- und Wirtschaftsgebäude besaß. Die hauptsächlichen Teile der alten Bausubstanz sind heute noch unverändert erhalten. Etymologisch ist der Siedlungsname Hardt auf das alt- und mittelhochdeutsche „hart“ (= Bergwald/Wald) zurückzuführen und meint insbesondere, dass es sich um einen ungehegten und ungepflegten Wald mit Dornengestrüpp handelt.
Die Topographia Ducatus Montani des Erich Philipp Ploennies, Blatt Amt Porz, belegt, dass der Wohnplatz 1715 als Hof kategorisiert wurde und mit Hardt bezeichnet wurde.
Carl Friedrich von Wiebeking benennt die Hofschaft auf seiner Charte des Herzogthums Berg 1789 als Hand. Aus ihr geht hervor, dass Hardt zu dieser Zeit Teil der Honschaft Herkenrath im gleichnamigen Kirchspiel war.
Unter der französischen Verwaltung zwischen 1806 und 1813 wurde das Amt Porz aufgelöst und Hardt wurde politisch der Mairie Bensberg im Kanton Bensberg zugeordnet. 1816 wandelten die Preußen die Mairie zur Bürgermeisterei Bensberg im Kreis Mülheim am Rhein.
Der Ort ist auf der Topographischen Aufnahme der Rheinlande von 1824 und auf der Preußischen Uraufnahme von 1840 als Hardt verzeichnet. Ab der Preußischen Neuaufnahme von 1892 ist er auf Messtischblättern regelmäßig als Hardt verzeichnet. Ab der Karte von 1892 ist eine Hofstelle von Hardt als Hardtknippen verzeichnet.
Aufgrund des Köln-Gesetzes wurde die Stadt Bensberg mit Wirkung zum 1. Januar 1975 mit Bergisch Gladbach zur Stadt Bergisch Gladbach zusammengeschlossen. Dabei wurde auch Hardt Teil von Bergisch Gladbach.
| Jahr | Einwohner | Wohn- gebäude | Kategorie                   | politische/kirchliche Zugehörigkeit                                  |
| ---- | --------- | ------------- | --------------------------- | -------------------------------------------------------------------- |
| 1822 | 54        |               | Bauergut                    | Bürgermeisterei Bensberg, Kirchspiel Bensberg                        |
| 1830 | 66        |               | Bauerngut                   | Bürgermeisterei Bensberg, Pfarrgemeinde Bensberg                     |
| 1845 | 28        | 4             | Bauergut und Försterwohnung | Bürgermeisterei Bensberg, Pfarre Bensberg                            |
| 1871 | 33        | 4             | Hofstelle                   | Bürgermeisterei Bensberg                                             |
| 1885 | 36        | 5             | Wohnplatz                   | Bürgermeisterei Bensberg                                             |
| 1895 | 30        | 5             | Wohnplatz                   | Bürgermeisterei Bensberg                                             |
| 1905 | 22        | 3             | Wohnplatz                   | Bürgermeisterei Bensberg, katholische Pfarre Bensberg und Herkenrath |